# Dans l'arène
Albums de Djadja & Dinaz
On s'promet
(2016) Le revers de la médaille
(2018)
Dans l'arène est le deuxième album studio de Djadja & Dinaz sorti le 17 mars 2017.

## Liste des pistes
Toutes les paroles sont écrites par Djadja & Dinaz.
| No  | Titre                     | Compositeur(s) | Durée |
| --- | ------------------------- | -------------- | ----- |
| 1.  | Dans la cité              | CashMoneyAP    | 3:24  |
| 2.  | En vrai                   | TripleNBeat    | 3:50  |
| 3.  | Catalogués bandits        | AriBeatz       | 3:39  |
| 4.  | La haine                  | AriBeatz       | 3:17  |
| 5.  | On parle pas              | CashMoneyAP    | 4:09  |
| 6.  | J'suis kha                | AriBeatz       | 3:03  |
| 7.  | C'est la même             | Yannis Wade    | 3:42  |
| 8.  | Souviens-toi              | Yannis Wade    | 3:08  |
| 9.  | Avant                     | CashMoneyAP    | 3:54  |
| 10. | J'veux plus les voir      | BDR            | 3:07  |
| 11. | Déstabilisé               | CashMoneyAP    | 4:16  |
| 12. | Mauvais comportement      | Handy y Kap'z  | 2:49  |
| 13. | Les crocs                 | AriBeatz       | 3:31  |
| 14. | Tu veux les billets       | TripleNBeat    | 3:08  |
| 15. | Je m'isole                | CashMoneyAP    | 3:36  |
| 16. | J'ai pas dormi de la nuit | Stealt         | 3:24  |
| 17. | Seuls                     | Lil Ben        | 3:49  |

## Titres certifiés
- Dans la cité  Or [2]
- En vrai  Or [3]
- Catalogués bandits  Or [4]
- J'suis kha  Or [5]
- C'est la même  Platine [6]
- Déstabilisé  Diamant[7]
- Mauvais comportement  Or [8]
- J'ai pas dormi de la nuit  Or [9]
- Seuls  Diamant [10]

## Clips vidéo
- Souviens-toi : 6 janvier 2017
- Déstabilisé : 13 février 2017
- C'est la même : 10 mars 2017
- Mauvais comportement : 16 mars 2017

## Classements et certification

### Classements
| Classement (2023)            | Meilleure position |
| ---------------------------- | ------------------ |
| Belgique (Wallonie Ultratop) | 10                 |
| France (SNEP)                | 4                  |
| Suisse (Schweizer Hitparade) | 36                 |

### Certifications et ventes
| Région        | Certification | Ventes/Streams |
| ------------- | ------------- | -------------- |
| France (SNEP) | 3 × Platine   | 300 000        |